# Arfa

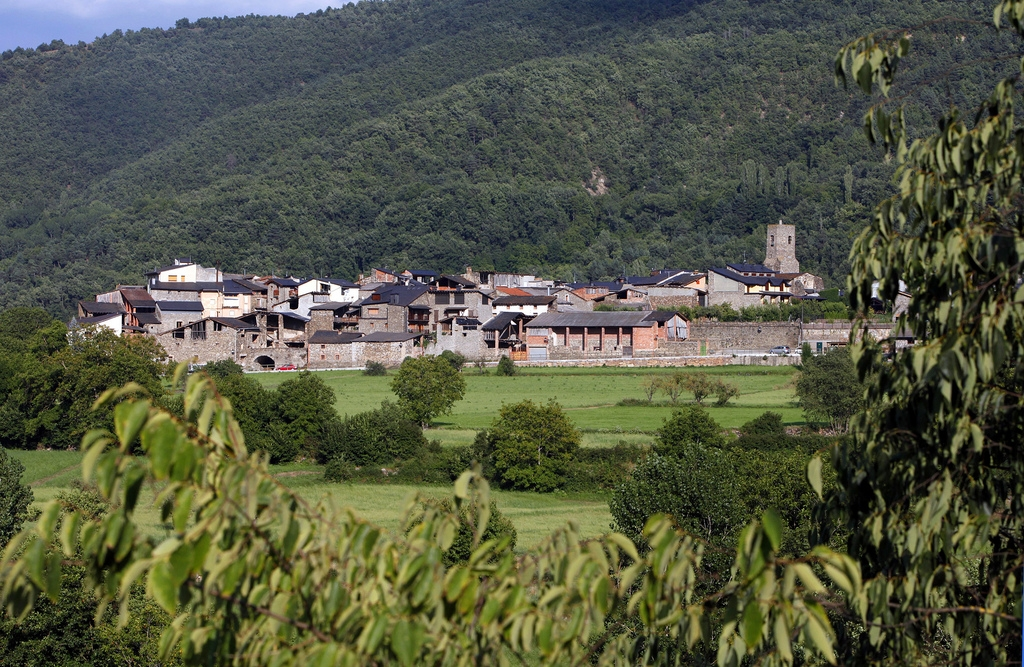
Vista del poble d'Arfa

Arfa és una vila del municipi de Ribera d'Urgellet al centre de la comarca de l'Alt Urgell. El poble és al peu de la serra de la Freita, sobre un pujol rocós a la vora esquerra del riu Segre, a 668 metres d'altitud. Les cireres d'Arfa tingueren gran anomenada. La vila forma part de la Xarxa de pobles amb encant de la Diputació de Lleida.

## Història

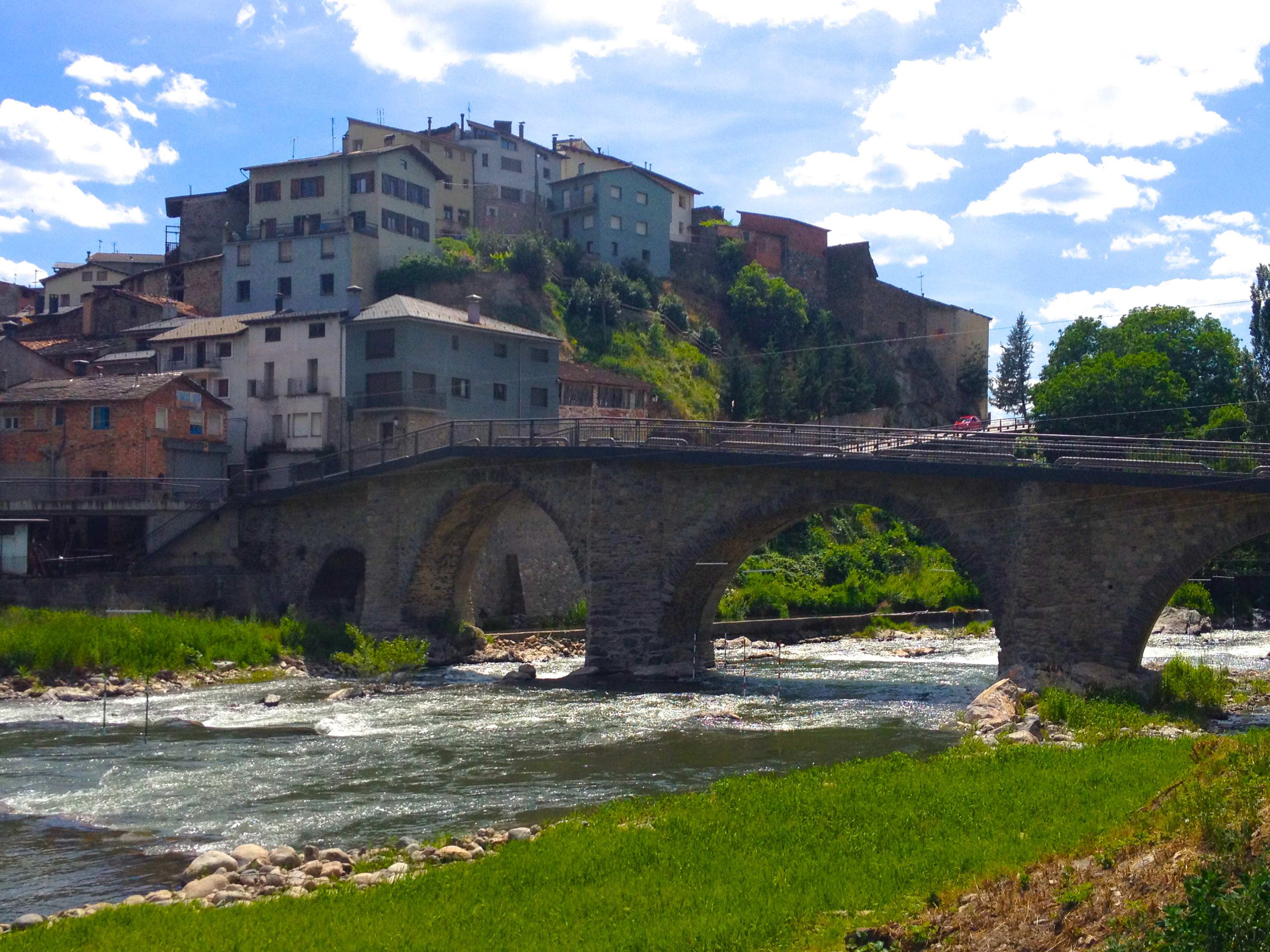
Pont d'Arfa

La primera constància documental d'Arfa data de l'any 839, a l'acta de consagració de la Catedral d'Urgell com Assoaque, que segons Joan Coromines, prové del preromà asu-a que significa esbarzer, bardissa. Més tard és citat com Asfa (segles xii i xiii) i en els pariatges d'Andorra com Rocha de Asfa.
Arfa va néixer gràcies a la posició estratègica damunt una elevació rocosa sobre el Segre, dominant un dels camins que comunicaven la Seu amb el sud del Comtat d'Urgell. A l'edat mitjana, comtes i bisbes d'Urgell es van disputar el control de l'anomenada muntanyola o penya d'Arfa, on a principi del segle xiii es rehabilita una antiga fortalesa o torre, el Castell Genís, que ja existia al punt més alt del pujol. Finalment, el capítol catedralici d'Urgell aconsegueix el control d'Arfa fins al segle xix quan, amb la desamortització, va passar a mans dels seus vilatans. L'any 1786 un terratrèmol va malmetre tant el Castell Genís que un any després es va haver d'enderrocar totalment. Les cases del poble es van anar distribuint en forma circular al voltant del castell, probablement havien format en el seu dia una vila closa de caràcter defensiu.
Els segles xvi i xvii Arfa apareix esmentada en diferents documents com a cau i lloc d'origen de bandolers.
Històricament, l'agricultura i la ramaderia de subsistència van ser els principals puntals econòmics de la vila, per bé que durant segles la indústria tèxtil hi va tenir importància amb la presència de diversos telers. La venda de les apreciades cireres d'Arfa al mercat setmanal de la Seu va ser durant força temps una important font d'ingressos per als arfencs.
Arfa va tenir ajuntament propi fins que l'any 1968 va ser annexionat al municipi de Ribera d'Urgellet.
L'any 1982 una forta riuada es va emportar una part del pont, i va deixar Arfa incomunicada durant uns dies, ja que no s'hi podia accedir ni per carretera ni per l'antic camí ral, donat que el pont de la Palanca de la Seu d'Urgell, que donava accés al dit camí, també se l'havia endut l'aiguat.

## Edificis i llocs d'interès
- Pont d'Arfa. Una palanca o passarel·la de fusta permetia travessar el riu fins que s'hi va construir el pont de pedra actual, molt probablement a mitjan segle xix.[5] En algunes èpoques, el Segre es desviava del seu curs i arribava a passar per la dreta del pont, i aleshores hom havia d'emprar una passarel·la de fusta per travessar-lo. Tot i patir diferents arranjaments (com una maldestra ampliació passada la Guerra Civil per permetre el pas del cotxe de línia o la reforma integral de l'any 2011) i estralls per riuades, com els aiguats del 1982, el pont de pedra d'Arfa encara està en servei.

- Església de Sant Serni. El segle xii es va construir l'església parroquial de Sant Serni en estil romànic, que amb diferents modificacions ens ha arribat fins avui. El campanar, de curiosa forma octogonal en la part superior, data de 1707 i, segons la tradició, un vilatà que s'havia enriquit a les guerres dels Països Baixos en va sufragar la construcció. El rellotge del campanar, del 1816, la maquinària del qual encara es conserva, fou fet per un rellotger d'Ordino a Andorra.

- Pou de gel de la Caveca. El pou de la Caveca és un pou de gel de mitjan segle xvii que es troba en perfecte estat de conservació. És una estructura semisoterrada, coberta amb cúpula semiesfèrica obrada a base de carreus units amb morter de calç. El 23 d'agost de 1641, el capítol de la Seu acordava la construcció d'un pou de gel a Arfa, i designava una comissió de dos canonges per gestionar l'obra. El febrer de 1642 l'obra ja està acabada i poc després el capítol arrenda la gestió del pou i de la distribució i venda del gel. El 1653 es construeixen unes basses d'aigua a prop del pou i a tocar del riu Segre per tal de millorar l'abastament amb el gel resultant de la congelació de l'aigua de les basses. El gel del pou de la Caveca era privilegi exclusiu dels canonges i es venia en una botiga de la Seu (navateria) propietat del capítol.

- Arc del castellà. Un pas estret sobre un arc elevat comunicava l'antiga torre o castell Genís amb la residència del castellà o encarregat del castell, una casa que encara avui s'anomena Cal Castellà. L'arc és en molt bon estat de conservació.

## Festes i tradicions
- Festa Major. Se celebra el diumenge de Pentecosta.